# Rosheim
Rosheim is een gemeente in het Franse departement Bas-Rhin (regio Grand Est). De plaats maakt deel uit van het arrondissement Molsheim en was tot 22 maart 2015 kantonhoofdplaats. Rosheim telde op 1 januari 2022 5.409 inwoners.

## Geografie
De oppervlakte van Rosheim bedroeg op 1 januari 2022 29,55 vierkante kilometer; de bevolkingsdichtheid was toen 183 inwoners per km². 

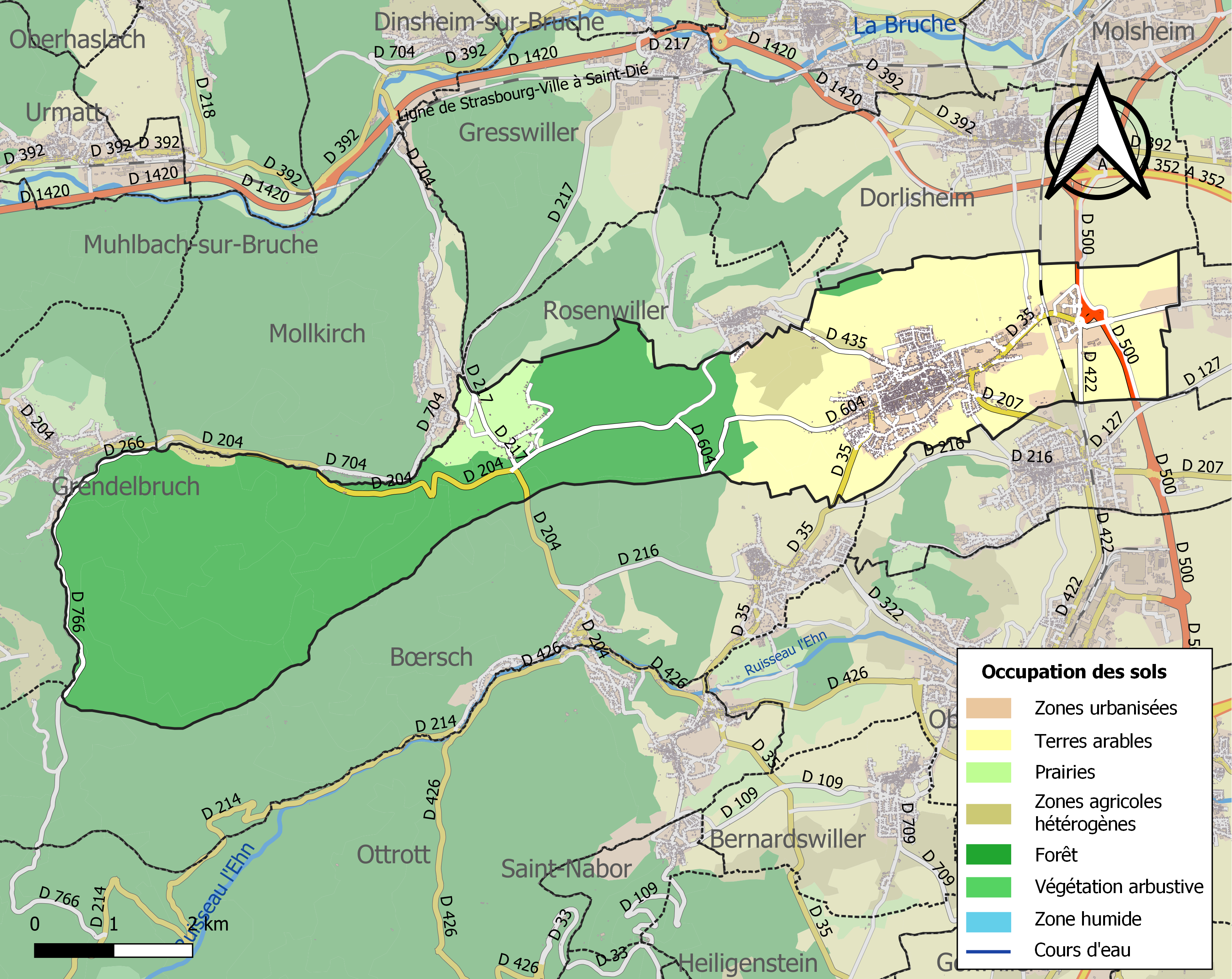
Kaart van de gemeente met de belangrijkste infrastructuur, bodemgebruik en omliggende gemeenten

## Geschiedenis
De rijksstad Rosheim was lid van de Tienstedenbond van de Elzas.

## Demografie
Onderstaande figuur toont het verloop van het inwonertal (bron: INSEE-tellingen).

## Verkeer en vervoer
Rosheim lag tot en met 2018 aan de spoorlijn Rosheim - Saint-Nabor.

## Geboren
- Jean-Marie Lehn (1939), scheikundige en Nobelprijswinnaar (1987)
- Claude Vasconi (1940-2009), architect en stedenbouwkundige